# Вила „Далмација”
Вила „Далмација” јесте објекат и непокретно културно добро у Зајечарском управном округу.
Грађевина се налази се у непосредној близини центра града. Сазидана је око 1930. године и налази се у улици Војводе Мишића 11. Грађена је с наменом да буде кућа за одмор гостију који су посећивали бању.

## Архитектура и историјат
Вила поседује камено постоље и зидове од опеке као и степениште од камена, и представља једно од обележја традиционалне српске сеоске архитектуре. Фасада виле је светлоокер боје. Спаваће собе у приземљу и на спрату позициониране су са обе стране централног ходника. Савака соба поседује балкон са украсним оградама од гвожђа које су бојене црвенонаранџасто. Старо име јој је „Дом Миланово”.

## Вила Далмација данас
Иако је 1981.године у овој згради био мотел са рестораном, данас је зграда виле у служби Специјалне болнице за рехабилитацију деце оболеле од плућних болести. Деца се овде могу лечити од астме, бронхитиса и цистичне фиброзе. Организује се и школа у којој се врши едукација за децу и родитеље о астми, мерама опреза и самотретитању исте. Смештај у оквиру зграде не постоји. У самој близини виле откривени су термални извори.